# Frederick Arthur Bridgman

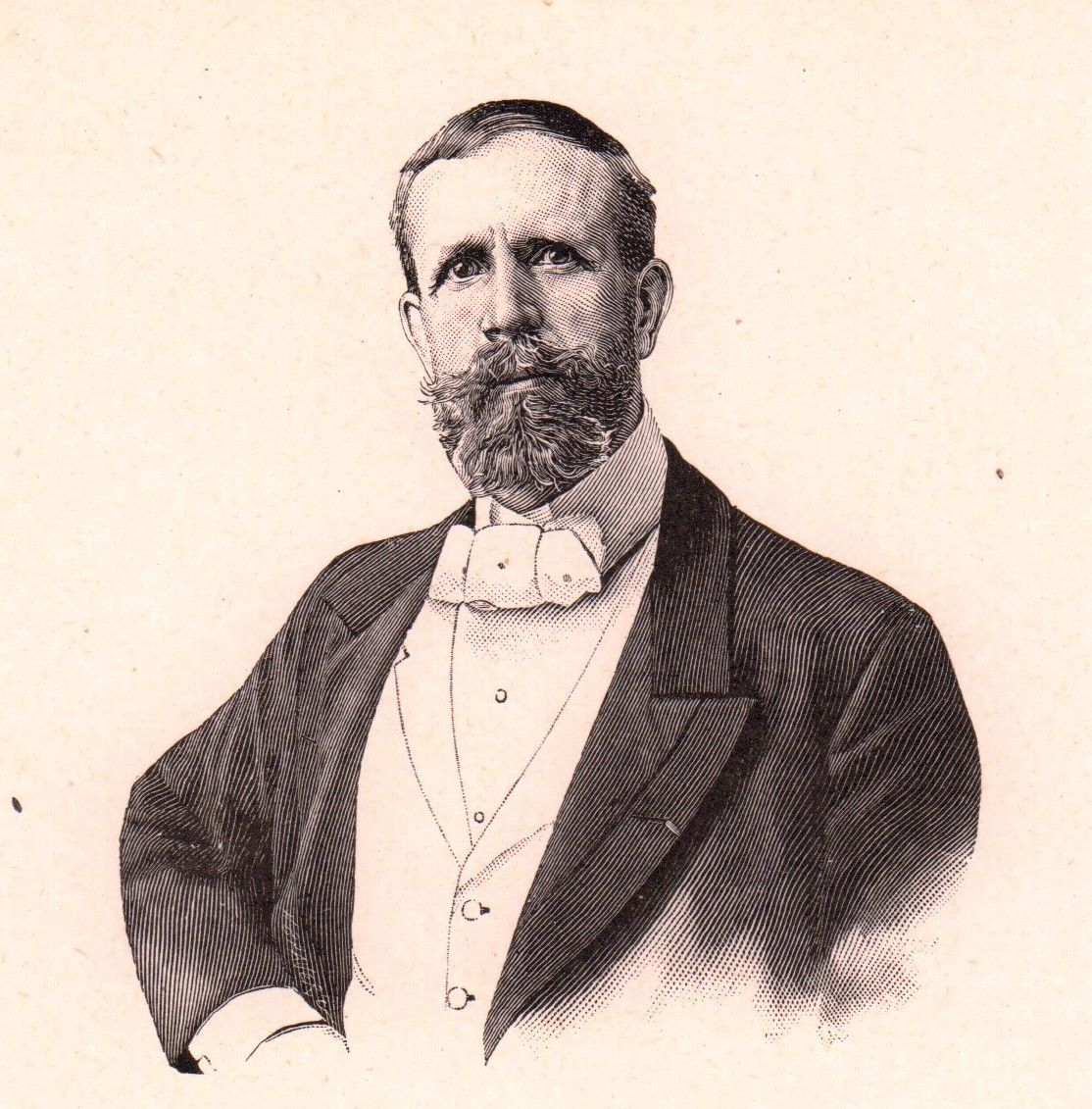
Frederick Arthur Bridgman

Frederick Arthur Bridgman (Tuskegee, Alabama, 10 november 1847 - Rouen, 13 januari 1928) was een Amerikaans kunstschilder. Hij wordt hoofdzakelijk gerekend tot het oriëntalisme.

## Leven en werk

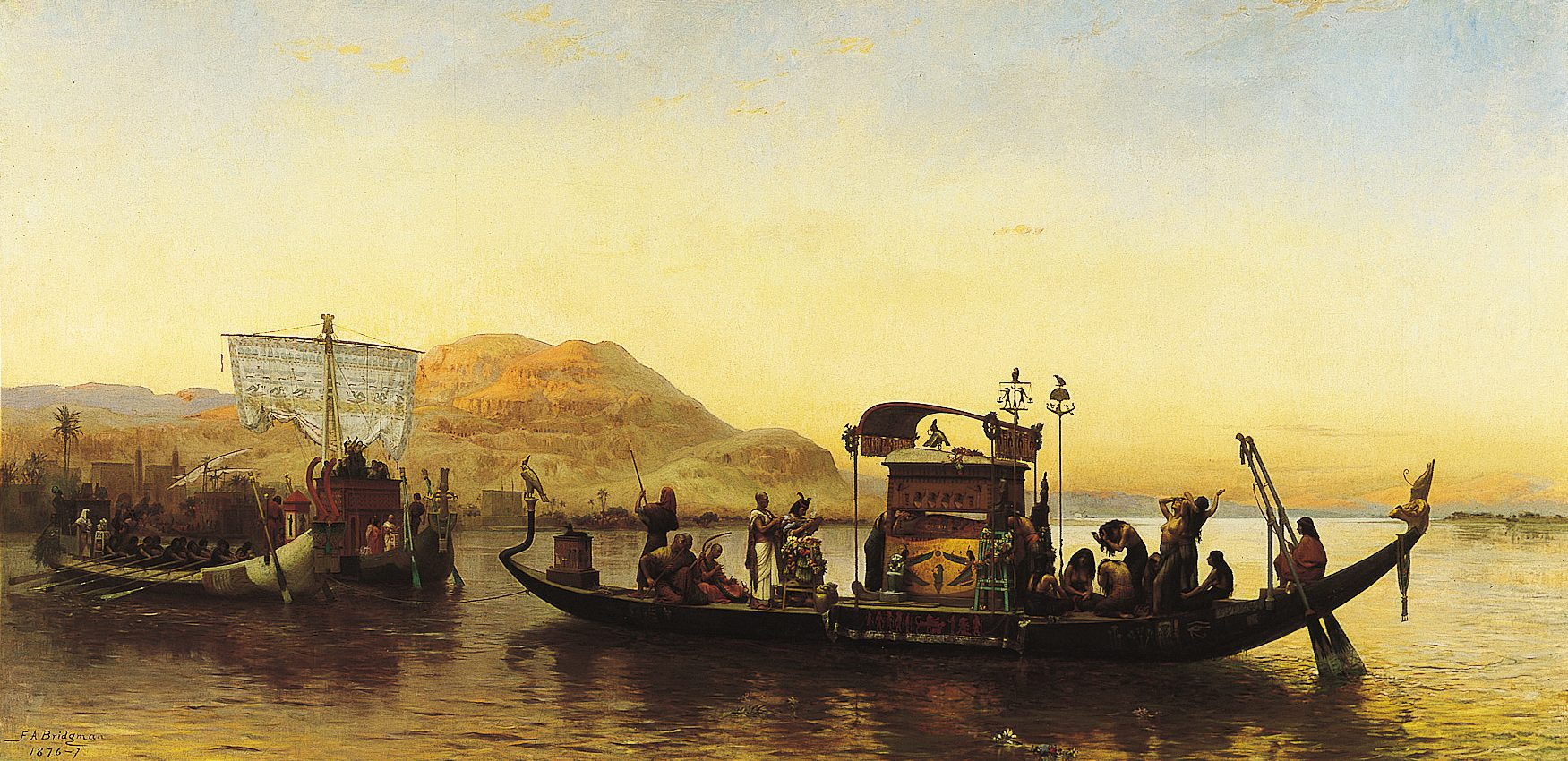
Funeral of a Mummy on the Nile, 1877, Speed Art Museum, Louisville (Kentucky)

Bridgman was de zoon van een arts. Toen zijn vader in 1850 stierf verhuisde hij met zijn moeder en broer naar New York. In 1864 kreeg hij een aanstelling als graveur bij de American Banknote Company. Tegelijkertijd studeerde hij aan de Brooklyn Art Association en vervolgens aan de National Academy of Design. In 1866 trok hij naar Frankrijk, waar hij in de leer ging bij de academische schilder Jean-Léon Gérôme te Parijs en in de zomers samen met Robert Wylie schilderde in Bretagne, te Pont-Aven. In 1870 exposeerde hij voor het eerst en met veel succes in de Parijse salon.
Tijdens de Frans-Duitse Oorlog ging Bridgman naar Spanje en maakte een studiereis door Noord-Afrika. In 1873 keerde hij terug naar Parijs. In de ban van het oriëntalisme vertrok hij korte tijd later opnieuw naar Caïro en maakte samen met Charles Sprague Pearce een reis over de Nijl. Met zijn schilderij Funeral of a Mummy on the Nile (1877), aangekocht door de steenrijke Amerikaanse uitgever James Gordon Bennett Jr., vestigde hij definitief zijn naam als vooraanstaand kunstenaar. Tijdens de Wereldtentoonstelling van 1889 in Parijs had hij veel succes met vijf werken in een oriëntalistische stijl. In 1890 had hij een grote solo-expositie in New York, met bijna 400 schilderijen.
In de jaren 1890 ging Bridgman ernstig gebukt onder de zenuwziekte van zijn vrouw Florence Matt Baker, die in 1901 overleed. Hij hertrouwde in 1904 met Marthe Yaeger, met wie hij zich terugtrok in Normandië. Daar bleef hij schilderen in een academische stijl, waarbij hij steeds vaker ook invloeden van de impressionisten verwerkte, met name van Édouard Manet en Pierre-Auguste Renoir. Met zijn latere werk zou het succes uit zijn oriëntalistische periode echter niet meer evenaren.
Bridgman werd in 1907 opgenomen in het Franse Legioen van Eer. Hij overleed in 1928, op 80-jarige leeftijd. Veel van zijn werk is te zien in grote Amerikaanse musea, waaronder het Brooklyn Museum te New York, het Museum of Fine Arts te Boston, het Art Institute of Chicago en de Corcoran Gallery of Art in Washington D.C..

## Galerij

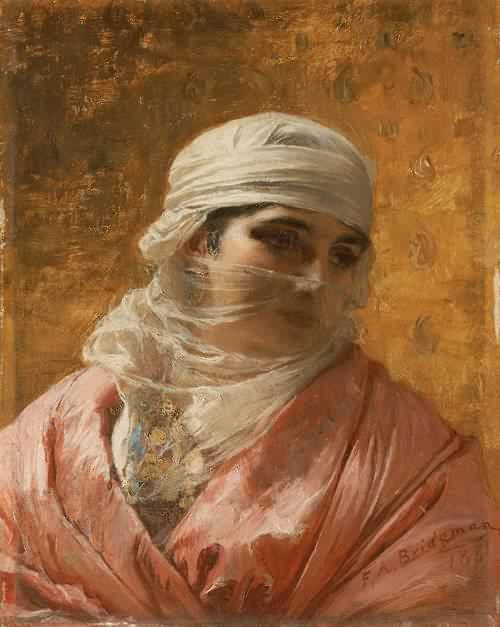
A Circassian
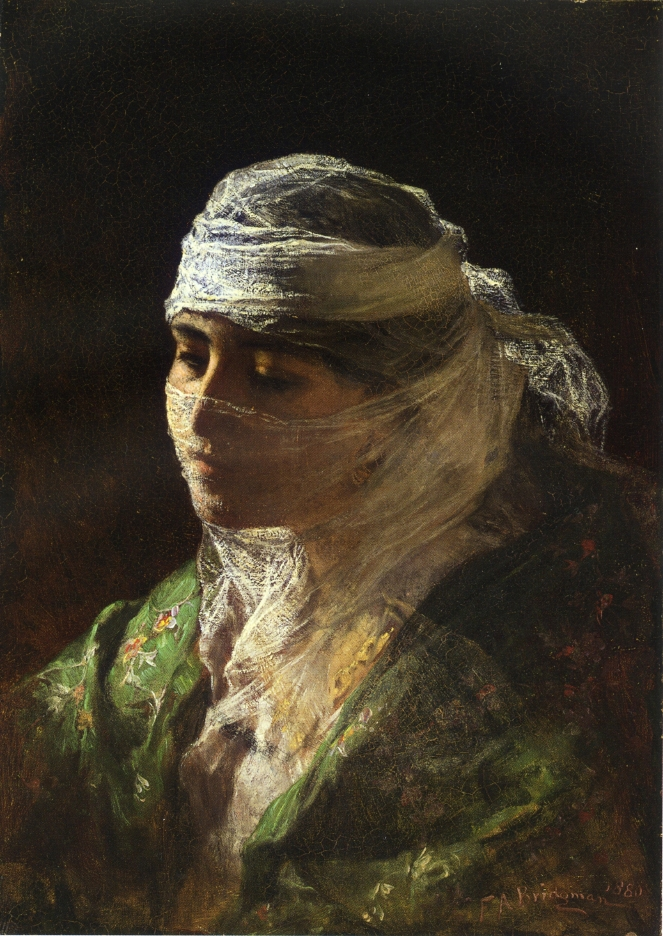
A Veiled Beauty of Constantinople
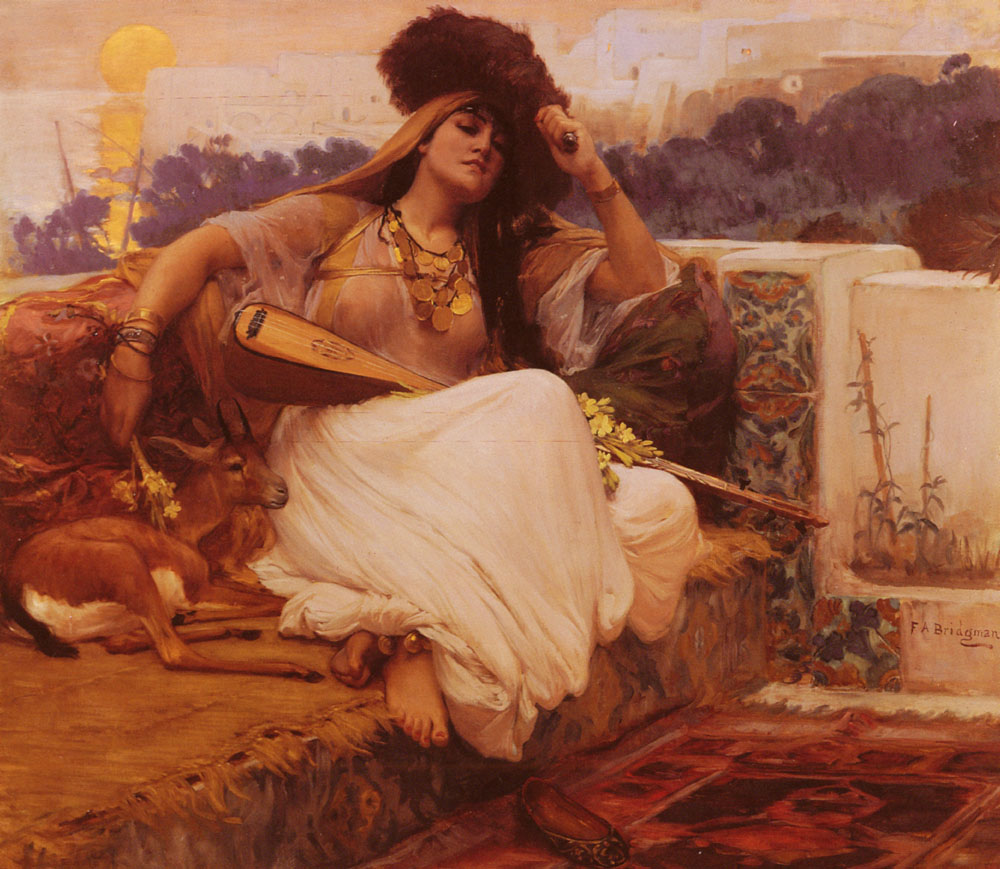
L'Indolence
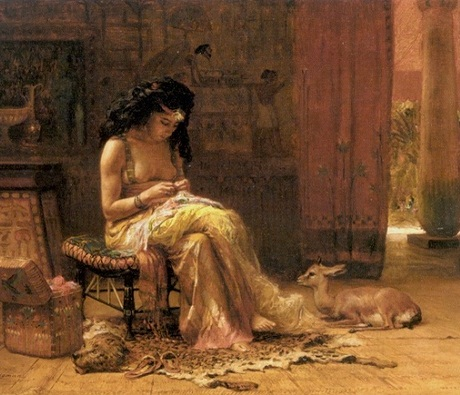
Sewing
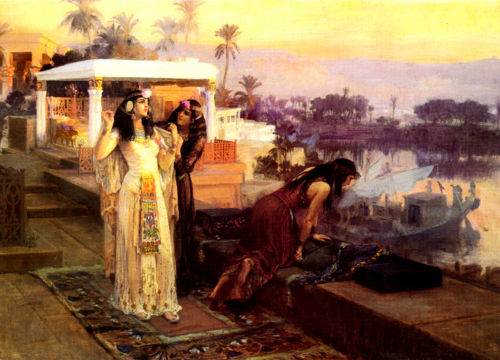
Cleopatra on the Terraces of Philae
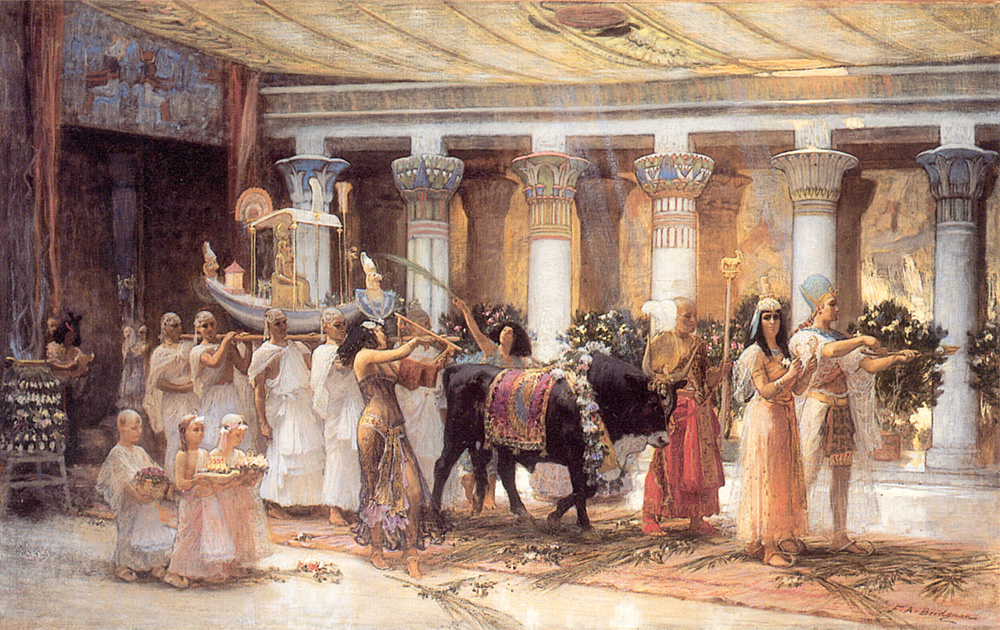
The Procession of the Sacred Bull Anubis
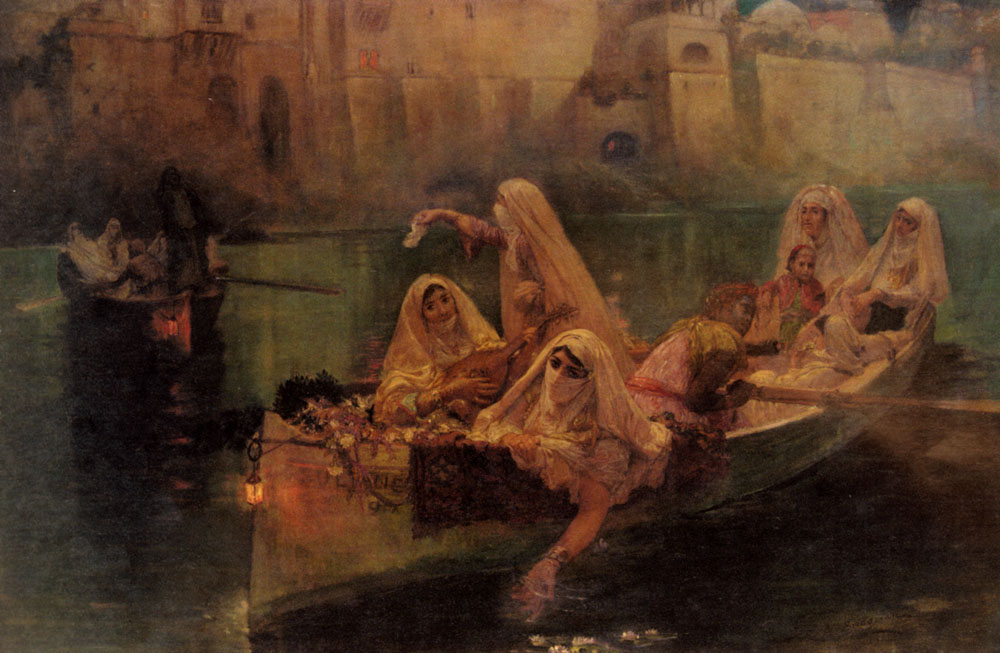
The Harem Boats
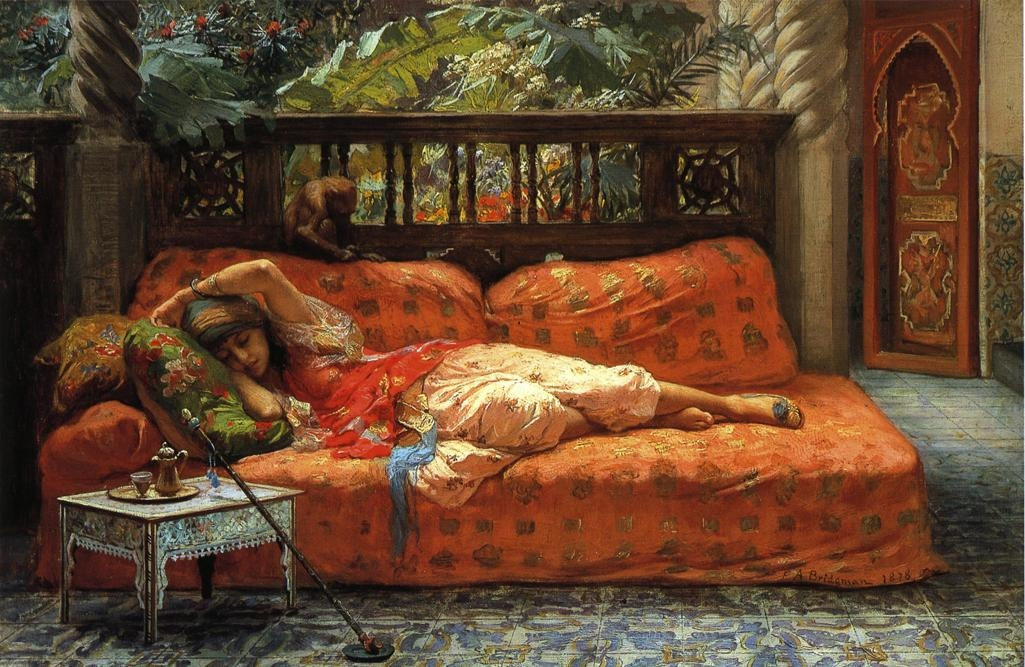
The Siësta
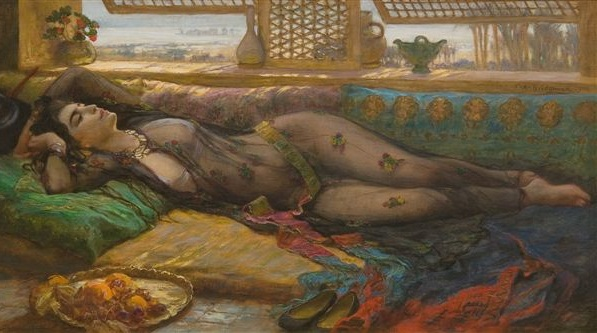
Reclining Beauty
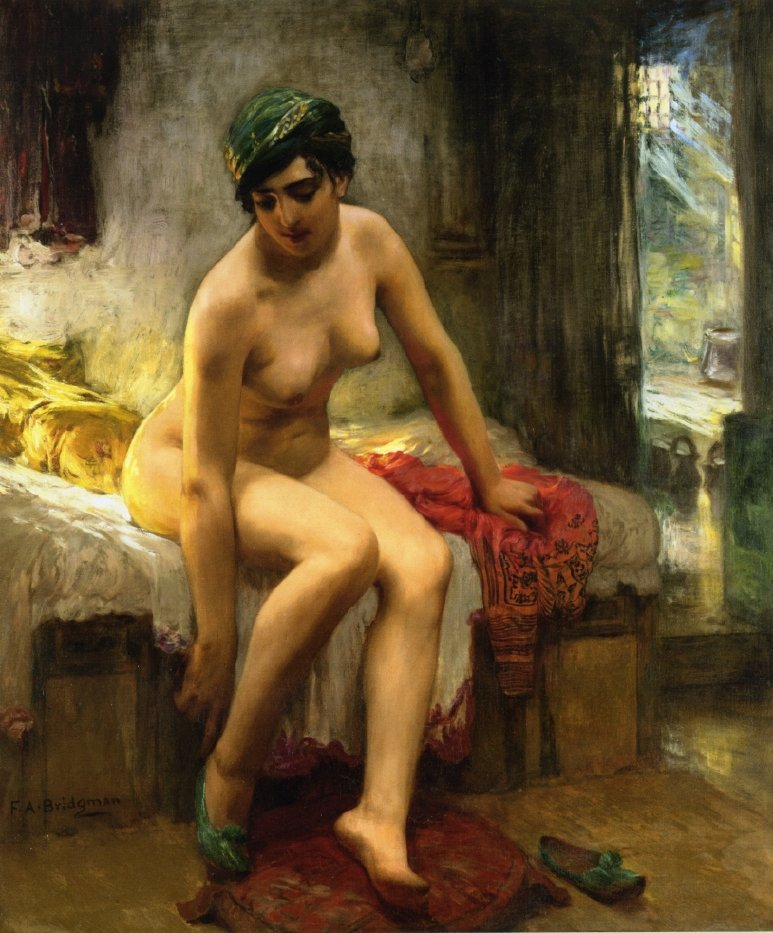
After the Bath